# 大村晴雄
大村 晴雄（おおむら はるお、1910年（明治43年）5月2日 - 2016年（平成28年）4月）は、日本の哲学研究者、東京都立大学名誉教授。近世哲学史専攻、ヘーゲル研究者。1970年以来、季刊誌「途上」を刊行。広く思想とキリスト教の諸問題の研究解明にたずさわった。

## 来歴
北海道札幌市生まれ、神奈川県出身。山形高等学校（旧制）卒、1935年東京帝国大学文学部哲学科卒。39年文部省教学局嘱託。41年府立学校教授、召集令状がきて、中国北部に送られたが、語学の才があり、暗号解読など情報の仕事を行った。1946年復員。1949年東京都立大学助教授、1968年教授、1973年定年退官、名誉教授、東洋大学教授、1981年退職。2016年4月、105歳で没するまで、聖書研究会、哲学研究会を主催。
国語教育研究家の大村はまは実姉。

## 著書
- 『近世哲学』小峰書店 1954
- 『ヘーゲルの判断論』小峯書店 1961
- 『近世哲学』以文社 1974
- 『ヘーゲルの本質論理』以文社 1976
- 『ヘルダーとカント』高文堂出版社 1986
- 『ベーメとヘーゲル』高文堂出版社 1987
- 『近世転換期の思想』公論社 1988
- 『日本プロテスタント小史』いのちのことば社 1993

## 編著
- 『近代思想論』編著 福村出版 1976

## 翻訳
- 『キェルケゴール選集 第1 死に至る病-弁証法的人間学』菅円吉共訳 改造社 1935